# Церква Святого Миколая (Галущинці)
Церква Святого Миколая в Галущинцях — парафія і храм греко-католицької громади Підволочиського деканату Тернопільсько-Зборівської архієпархії Української греко-католицької церкви в селі Галущинці Тернопільського району Тернопільської области.
Оголошена пам'яткою архітектури місцевого значення.

## Історія церкви
Храм Святого Миколая був збудований у 1754 році. Парафія стала греко-католицькою у XVIII столітті. До 1946 року громаду обслуговували парохи із сусіднього села Жеребки. Серед них був отець Василь Бачинський, який у 1946 році перейшов до РПЦ, тому парафія була православною до 1990 року.
З 1990 року парафія і храм знову перебувають у лоні УГКЦ.
У 1999 році візитацію парафії здійснив владика Михаїл Сабрига.
При парафії діють братство «Апостольство молитви» та Вівтарна дружина.
У селі є дві фігури парафіяльного значення та п'ять у приватному користуванні.
Парафія володіє будівлею церкви з прилеглою територією.

## Парохи
- о. Василь Бачинський,
- о. Григорій Єднорович,
- о. Володимир Кепич,
- о. Михайло Шкільний,
- о. Ілля Довгошия,
- о. Михайло Полівчук (1995—2013),
- о. Володимир Фурман (з серпня 2013).